# Status Quo
Status Quo je angleška boogie rock zasedba, ki je nastala leta 1962 pod imenom The Spectres. Ustanovila sta jo sošolca Francis Rossi in Alan Lancaster. Leta 1967 so postali The Status Quo (in takrat se jim je pridružil kitarist Rick Parfitt), dve leti kasneje pa Status Quo. Skozi desetletja trajajočo kariero je skupina ustvarila prepoznaven ritem in nanizala ogromno uspešnic skozi sedemdeseta leta. Potem jih je zapustil bobnar John Coghlan, sredi osemdesetih pa basist Alan Lancaster. Zasedba je leta 1986 ustvarila svetovno uspešnico In the Army Now, ki jih je izstrelila v sam vrh glasbe. Z manjšimi kadrovskimi menjavami (ritem sekcija) je nadaljevala uspešno pot vse do današnjih dni.
Njihove najbolj znane pesmi so: Pictures Of Matchstick Men (1968), Caroline (1973), Down Down (1974), Rockin' All Over the World (1977), Whatever You Want (1979), In The Army Now (1986), Party ain't over yet (2006), itd.

## Diskografija
- Picturesque Matchstickable Messages from the Status Quo (1968)
- Spare parts (1969)
- Ma Kelly's Greasy Spoon (1970)
- Dog of Two Head (1971)
- Piledriver (1972)
- Hello! (1973)
- Quo (1974)
- On the Level (1975)
- Blue for You (1976)
- Rockin' All Over the World (1977)
- If You Can't Stand the Heat (1978)
- Whatever You Want (1979)
- Just Supposin' (1980)
- Never Too Late (1981)
- 1982 (1982)
- Back to Back (1983)
- In The Army Now (1986)
- Ain't Complaining (1988)
- Perfect Remedy (1989)
- Rock 'Til You Drop (1991)
- Thirsty Work (1994)
- Don't Stop (1996)
- Under The Influence (1999)
- Famous in the Last Century (2000)
- Heavy Traffic (2002)
- Riffs (2003)
- The Party Ain't Over Yet (2005)
- In Search of the Fourth Chord (2007)
- Quid Pro Quo (2011)
- Bula Quo! (2013)
- Aquostic (Stripped Bare) (2014)